# Semaine de la frite
La Semaine de la frite est une initiative conjointe de l'Agence wallonne pour la promotion d'une agriculture de qualité (APAQ-W) et de l'Union nationale des frituristes (Navefri-Unafri) visant à promouvoir la production traditionnelle de frites en Belgique au sein des friteries participantes, labellisées Friterie de chez nous. Ces dernières s'engagent à respecter une série de règles comme l'utilisation de frites fraîches issues de pommes de terre locales et la présentation des frites dans des cornets en papier/carton. Lancée en 2009, elle a lieu fin novembre/début décembre, des personnalités belges (Le Grand Jojo, Jean-Luc Fonck, etc.) servant généralement d'ambassadeurs pour celle-ci,.

## Édition 2016

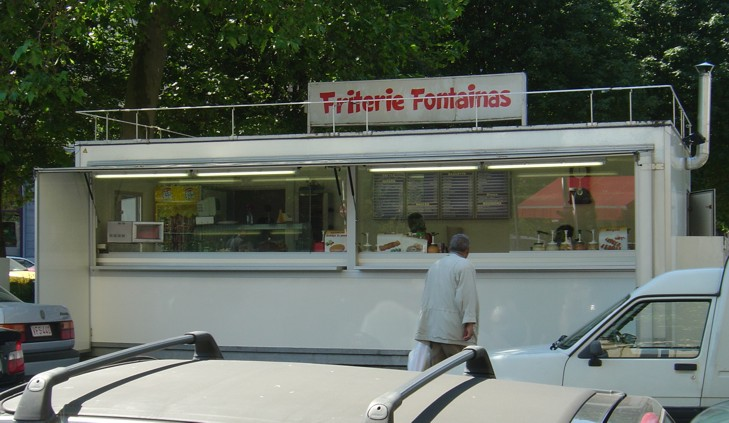
Une friterie ou fritkot.

En marge de l'édition 2016, le fritkot a été reconnu Chef d’œuvre du patrimoine oral et immatériel de la Fédération Wallonie-Bruxelles, étape nécessaire en vue d'une éventuelle future inscription au patrimoine mondial de l'humanité de l'UNESCO. Cette campagne de reconnaissance avait été lancée en 2014, déjà au moment de la Semaine de la frite,,,,.
Jean-Luc Fonck a été désigné ambassadeur de l'édition 2016. Il a d'ailleurs composé un hymne spécialement pour l'occasion, intitulé One, Two, Frites, Four!.